# Fédération des Églises évangéliques baptistes de France
La Fédération des Églises évangéliques baptistes de France (FEEBF) est une association chrétienne évangélique d'églises baptistes en France. Elle est membre de la Fédération protestante de France, du Conseil national des évangéliques de France et de l'Alliance baptiste mondiale. Son siège est situé à Paris.

## Histoire

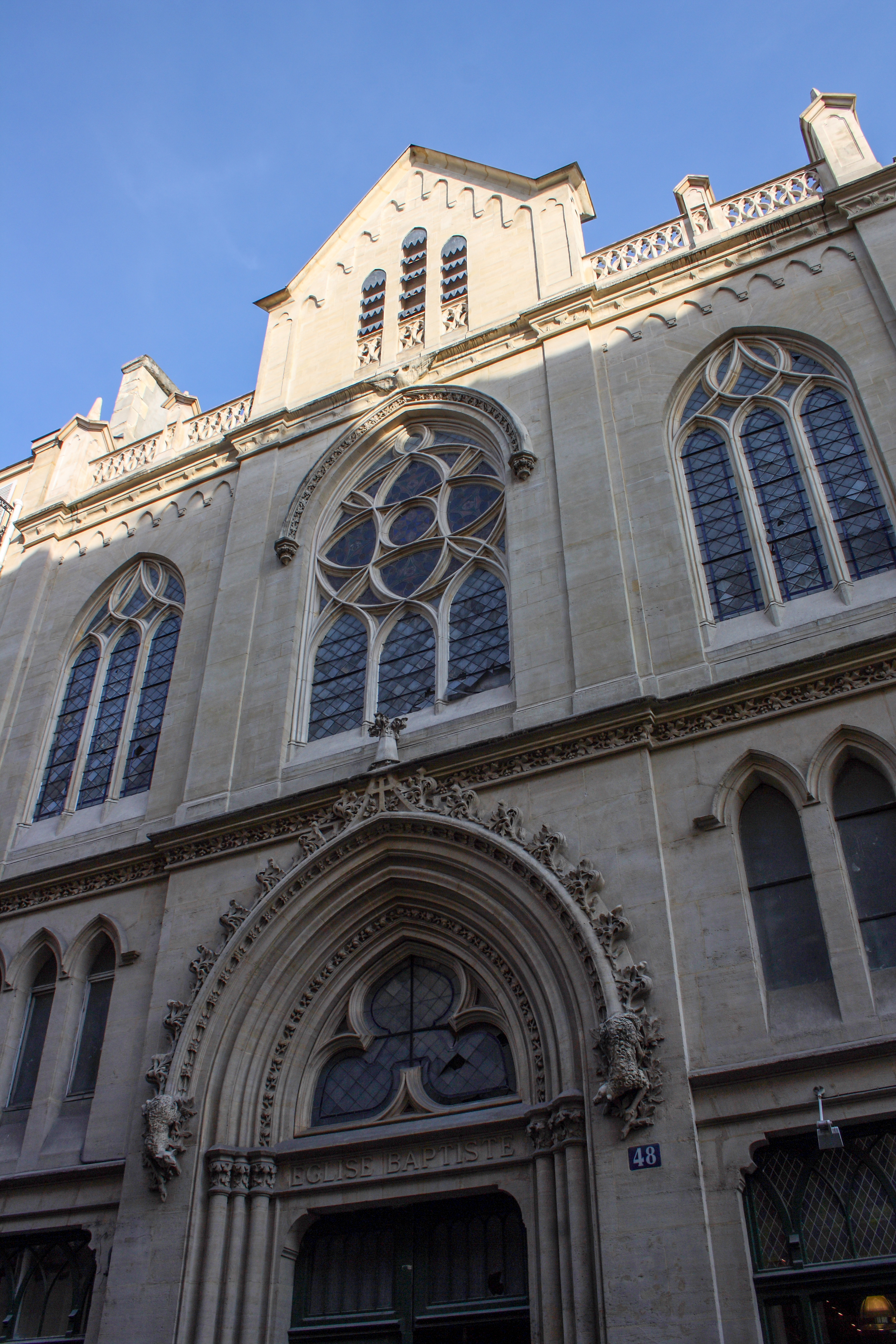
Bâtiment de l’Église évangélique baptiste de Paris, 48 rue de Lille, membre de la fédération.

La fédération a ses origines dans une mission baptiste à Nomain,  département du Nord, par le missionnaire suisse Henri Pyt et sa femme Jeanne Pyt, en 1820,. En 1833, les confession de foi baptiste sont adoptées par les églises .  En 1834, l'œuvre baptiste s'implante en Bretagne avec l'arrivée à Morlaix du pasteur gallois John Jenkins. En 1836, l’école pastorale baptiste de Douai ouvre ses portes. En 1838, il y a 7 églises baptistes établies et 150 membres. 
En 1910, dix églises baptistes ont fondé la Fédération des églises évangéliques baptistes du Nord de la France. En 1913, 15 pasteurs sont à l'œuvre, 28 lieux de cultes rassemblent 883 membres baptisés. En 1916, elle rejoint la Fédération protestante de France, fondée en 1905. En 1922, la Fédération avait des églises dans plusieurs régions de la France et a été renommée "Fédération des Églises Évangéliques Baptistes de France" . La croissance ralentit dans l'entre-deux-guerres. Des dissensions doctrinales ont provoqué une division parmi les églises baptistes. Plusieurs églises ont formé l'association des églises évangéliques baptistes de langue française. En 1937, la Fédération des églises baptistes a fondé la Mission intérieure baptiste (MIB) dont le but est d'implanter de nouvelles églises en France, là où il n’y en a pas encore.
Entre 1946 et 1960, 20 nouvelles églises sont fondées dans plusieurs diverses autres villes. 
En 2006, la Fédération comptait 111 églises et 6 284 membres .
En 2015, le pasteur Thierry Auguste devient président de la fédération  et en 2021 le pasteur de l'église évangélique baptiste de Compiègne, Nicolas Farelly lui succède .
Selon un recensement de l’association, en 2023 elle disait avoir 106 églises et 5 885 membres.

## Organisation missionnaire
La convention a une organisation missionnaire, EBM International .

## Programmes sociaux
La Fédération a une organisation humanitaire affiliée, l’Association Baptiste pour l’Entraide et la Jeunesse .

## Croyances
La Fédération a une confession de foi baptiste . Elle est membre de l’Alliance baptiste mondiale, de la Fédération protestante de France depuis 1916, et du CNEF,,.